# Seleção Japonesa de Rugby Sevens Feminino
A Seleção Japonesa de rugby sevens representa o Japão nos torneios de rugby sevens. É uma das seleções mais renomadas da Ásia, seu continente, que compete na Série Mundial de Rugby Sevens, na Copa do Mundo de Rugby Sevens, nos Jogos Olímpicos e nos Jogos Asiáticos.
Em 2012-13, elas disputaram dois torneios da Série Mundial, resultando em 13º lugar na China. Na temporada 2013-14 foram 7º em São Paulo e 8º em Atlanta. Elas não foram convidados para nenhum torneio da Série Mundial em 2014–15. O Japão jogou toda a temporada 2015–16, com um melhor resultado de 9º no Dubai Sevens, e terminou em 11º na classificação geral.
O Japão se classificou para os Jogos Olímpicos de Verão de 2016 depois de vencer o Campeonato Feminino de Sevens da ARFU de 2015. A seleção venceu o Quênia, mas perdeu duas vezes para o Brasil, terminando em 10º no torneio. Em 2021, as Sakura perderam todos os cinco jogos e terminaram em último lugar nas Olimpíadas de 2020.

## Desempenho

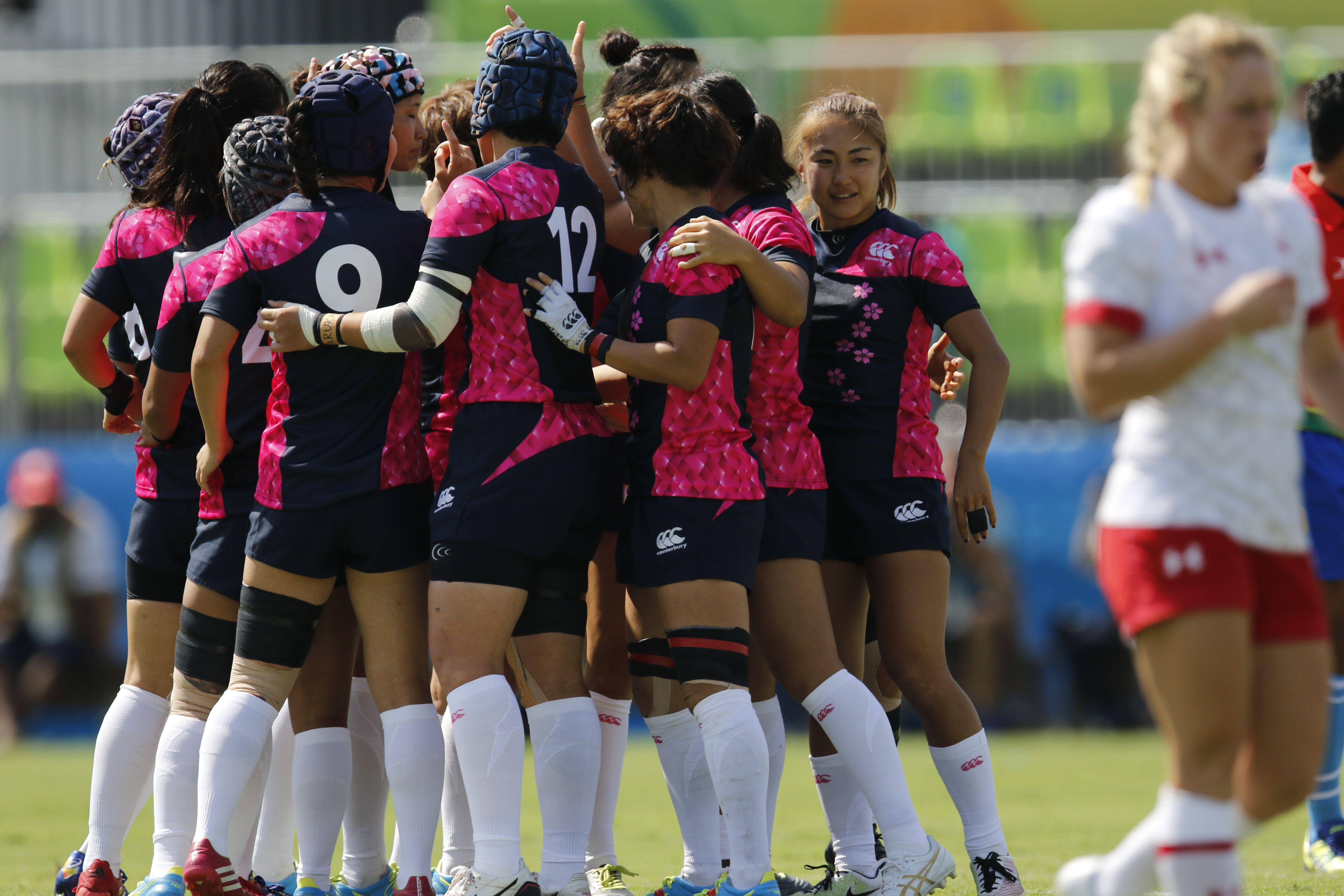
Equipe japonesa nos Jogos Olímpicos de Verão de 2016

### Jogos Olímpicos
| 2016  | Fase de grupos | 10  | 5  | 1 | 0 | 4  |
| 2020  | Fase de grupos | 12  | 5  | 0 | 0 | 5  |
| 2024  | Fase de grupos | 6   | 5  | 3 | 0 | 2  |
| Total | 0 títulos      | 0/3 | 15 | 4 | 0 | 11 |

### Copa do Mundo
| 2009  | Quartas de final | 13  | 4  | 0 | 0 | 4  |
| 2013  | Quartas de final | 13  | 4  | 0 | 0 | 4  |
| 2018  | Rodada final     | 10  | 2  | 0 | 0 | 2  |
| 2022  | Rodada final     | 9   | 4  | 3 | 0 | 1  |
| Total | 0 títulos        | 0/4 | 14 | 3 | 0 | 11 |